# Giuseppe De Dominicis
Giuseppe Aldo De Dominicis (Bussi sul Tirino, 18 marzo 1954) è un politico italiano, presidente della Provincia di Pescara dal 1999 al 2009.

## Biografia
Laureato in architettura, sposato, con due figli.  
È stato un esponente del Partito Comunista Italiano e, successivamente, del Partito Democratico della Sinistra.   
È stato consigliere provinciale di Pescara dal 1990, assessore provinciale all'Urbanistica e all'Ambiente dal 1993 al 1995 e successivamente, vicepresidente della Giunta fino al 1999.   
Nelle Elezioni amministrative italiane del 21/06/1999, è stato eletto Presidente della Provincia con il 54,4% dei voti. 
Ha ricoperto le cariche di Presidente regionale dell'UPI Abruzzo e della Lega autonomie, organismo associativo di enti locali. 
Nelle elezioni del 12 e 13 giugno 2004, è stato rieletto Presidente della Provincia con il 59,6% dei voti, in rappresentanza della coalizione di centrosinistra. 
Nel 2004 è stato insignito della onorificenza di Cavaliere al merito della Repubblica dal Presidente Carlo Azeglio Ciampi.
Nel 2008 è stato insignito della onorificenza di Commendatore al merito della Repubblica dal Presidente Giorgio Napolitano.
Dal settembre 2009 ha prestato servizio presso il Consorzio Imprenditori Edili -CME- di Modena, in qualità di direttore tecnico.
Dal 2014 al 2018 ha prestato servizio come consulente della vice presidenza della Giunta Regionale d'Abruzzo sui temi dello sviluppo economico e turismo.
Sempre nel 2014, è stato nominato Commissario ad Acta per l'istituzione del Parco nazionale della Costa Teatina, compito che regolarmente portato a termine.